# Marianna Maggipinto
Marianna Maggipinto (Napoli, 5 gennaio 1996) è una pallavolista italiana, libero della Fratte.

## Carriera

### Club
La carriera di Marianna Maggipinto inizia nella stagione 2011-12 nell'Arzano, in Serie B1, dove resta per tre annate; nella stagione 2014-15 passa al Cutrofiano, nella stessa categoria.
Nella stagione 2016-17 esordisce in Serie A2 vestendo la maglia dell'Hermaea: gioca nella divisione cadetta anche nella stagione 2017-18 con la Due Principati e quella successiva con la VolAlto Caserta, con cui conquista la promozione in Serie A1.
Nella stagione 2019-20 viene ingaggiata dal Casalmaggiore, in Serie A1, mentre per il campionato 2021-22 difende i colori del Talmassons, in Serie A2: categoria nella quale milita anche nella stagione successiva con la maglia del Montecchio Maggiore e nel campionato 2023-24 con quella della Sant'Anna.
Per l'annata 2024-25 si trasferisce in Veneto, firmando per la Fratte, ancora in serie cadetta.

### Nazionale
Dal 2012 fa parte della nazionale italiana under 18, con cui vince la medaglia d'argento al campionato europeo 2013, venendo premiata come miglior libero.

## Palmarès

### Nazionale (competizioni minori)
- Campionato europeo under 18 2013

### Premi individuali
- 2013 - Campionato europeo under 18: Miglior libero